# Heidrun Allert
Heidrun Allert (* 26. Mai 1969 in Freiburg im Breisgau) ist eine deutsche Erziehungswissenschaftlerin und Bildungsinformatikerin.

## Leben
Nach der Promotion 2005 zum Dr. rer. nat. bei Wolfgang Nejdl und Klaus Jobmann an der Universität Hannover lehrte sie als Professorin für Medienpsychologie und Mediendidaktik an der Fachhochschule Oberösterreich in Hagenberg. Seit März 2010 ist sie Professorin für Pädagogik mit Schwerpunkt Medienpädagogik/Bildungsinformatik an der Universität Kiel.
Ihre Forschungsschwerpunkte sind Digitalisierung, Algorithmisierung, Automatisierung, Kybernetik (historische Perspektive), Dateninfrastrukturen in der Bildung, Entwicklungslinien des Netzes Emanzipation im Netz, Modellierung, Datafizierung und Formalisierung als politisch, Designtheorie, Design als Untersuchung (design as epistemic practice, design as transaction, transformative Wissenschaft), Untersuchung und Förderung von Wissenspraktiken und Kreativität und Technologieentwicklung in wissensintensiven Feldern.
Sie ist Mitherausgeberin der Zeitschrift für Pädagogik.

## Schriften (Auswahl)
- Modeling coherent social systems for learning. Hannover 2005.
- mit Michael Asmussen und Christoph Richter (Hg.): Digitalität und Selbst. Interdisziplinäre Perspektiven auf Subjektivierungs- und Bildungsprozesse. Bielefeld 2017, ISBN 3-8376-3945-2.